# Im Herzen des Dschungels
Im Herzen des Dschungels (Originaltitel Edge of the World) ist ein Abenteuerfilm von Michael Haussman, der am 4. Juni 2021 in ausgewählte US-Kinos kam und am 21. Juni 2021 im Vereinigten Königreich als Video-on-Demand und auf DVD veröffentlicht wurde. Im Film ist Jonathan Rhys Meyers in der Rolle des Abenteurers James Brooke zu sehen, der erste Weiße Raja von Sarawak im Norden Borneos.

## Handlung
Mitte des 19. Jahrhunderts hat sich James Brooke von seinem Erbe einen Schoner gekauft. Er will die Welt entdecken und segelt mit dem Schiff nach Borneo. Nachdem er dort angekommen ist, hilft er dem Sultan, eine Rebellion der indigenen Stämme zu befrieden.

## Biografisches

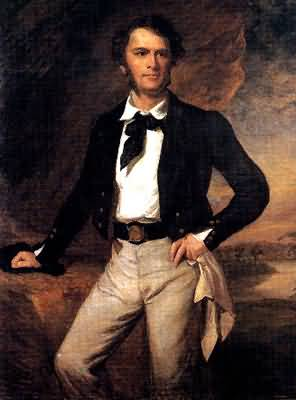
James Brooke

Der im Film porträtierte James Brooke war ein britischer Abenteurer und der erste Weiße Raja von Sarawak im Norden Borneos. Er wurde in Bengalen als Sohn eines britischen Expatriates geboren und trat der bengalischen Armee der British East India Company bei, bevor er schwer verwundet und nach England geschickt wurde, um sich zu erholen. Nachdem Brooke ein kleines Vermögen geerbt hatte, kaufte er ein Boot und segelte 1838 nach Borneo, wo er gegen Piraten und die Feinde des Sultans Omar Ali Saifuddin II. kämpfte. Hierfür machte ihn der Sultan im September 1841 als Raja zu seinem Lehnsmann und gab ihm ein riesiges Gebiet zur persönlichen Verwaltung. Sein Dschungelreich war größer als England.
Später wurde er von Königin Victoria für seine Tapferkeit zum Ritter geschlagen, widersetzte sich jedoch der Monarchin, als das britische Empire versuchte, Sarawak zu kolonisieren. Als er starb, war er nicht nur Sir, sondern Rajah James Brooke.
Sein abenteuerliches Leben als Entdecker und Unterstützer des Sultans inspirierte sowohl Joseph Conrad zu seinem Roman Lord Jim als auch Rudyard Kipling zu der Erzählung Der Mann, der König sein wollte.

## Produktion

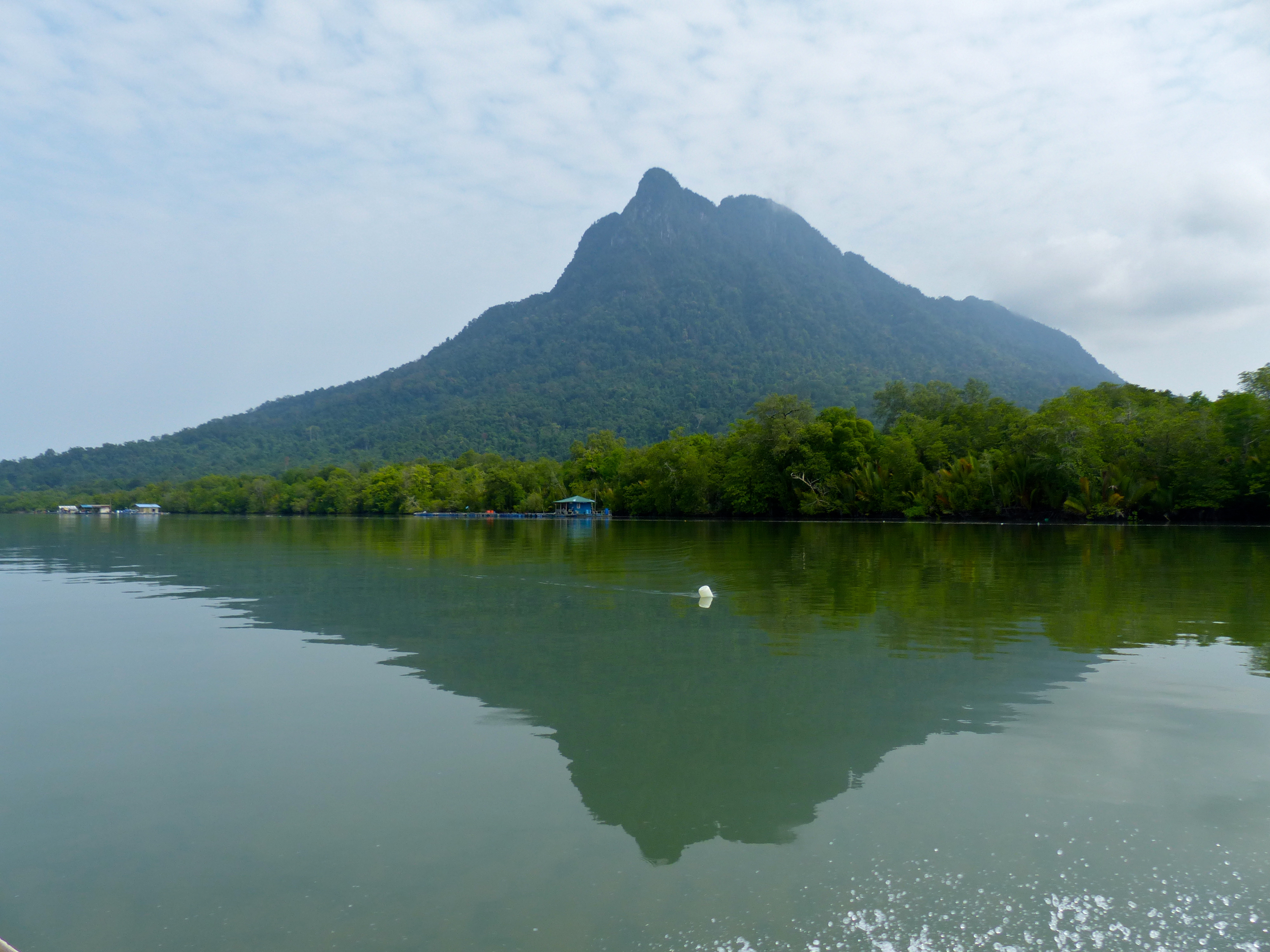
Gedreht wurde im malaysischen Bundesstaat Sarawak auf der Insel Borneo

Regie führte Michael Haussman, das Drehbuch schrieb Rob Allyn. Letzterer war beim Lesen eines Romans von George MacDonald Fraser auf Brookes Geschichte aufmerksam geworden.
Neben Jonathan Rhys Meyers in der Hauptrolle von James Brooke, spielt die aus Hongkong stammende Sängerin und Schauspielerin Josie Ho seine Geliebte Madame Lim und Dominic Monaghan Brookes Cousin und Mitstreiter Colonel Arthur Crookshank.
Die deutsche Synchronisation entstand nach einem Dialogbuch und der Dialogregie von Mario von Jascheroff im Auftrag der Think Global Media GmbH in Berlin. Norman Matt leiht in der deutschen Fassung Meyers in der Rolle von 	Sir James Brooke seine Stimme.
Die Dreharbeiten fanden im Herbst 2019 in Malaysia, im Bundesstaat Sarawak auf der Insel Borneo, statt. Als Kameramann fungierte Jaime Feliu-Torres.
Der Film kam am 4. Juni 2021 in ausgewählte US-Kinos und wurde am 21. Juni 2021 im Vereinigten Königreich als Video-on-Demand und auf DVD veröffentlicht.

## Rezeption
Die Kritiken fielen bislang gemischt aus.
Nach seinem Start bei Prime Video in Deutschland Ende Mai 2024 landete Im Herzen des Dschungels in den Top Ten der Charts des Streamingdienstes.